# 依斯邁巴卡
丹斯里依斯邁巴卡（1960年1月19日—）是馬來西亞第十四任政府首席秘書。他於2018年8月29日上任，官至2019年12月31日。

## 學術背景
依斯邁先在馬來亞大學取得經濟學學士學位，後前往英國赫爾大學進修，並榮膺商業行政碩士與經濟學學博士學位。

## 職業生涯
1986年1月，依斯邁加入了马来西亚貿易與工業部，成為該部的行政外交助理主任。之後，他曾擔任马来西亚農業與農基工業部及交通部秘書長、財政部国家预算案办公室预算案主任及美国华盛顿世界银行总行高级顾问。2018年6月12日，他受委財政部秘書長，取代莫哈末依爾旺。